# الجدار (فلم)
الجدار (بالإنجليزية: The Wall) هو فيلم حربي تم إنتاجه في الولايات المتحدة وصدر في سنة 2017. الفيلم من إخراج دوج ليمان ومن بطولة آرون جونسن وجون سينا.

## القصة
يحكي الفيلم قصة جنديان أمريكيان (آرون جونسن وجون سينا) في مهمة قنص عسكرية في بغداد، يقعان في فخ دبره أحد القناصيين العراقيين. يؤدي الفخ لمقتل جون سينا وإصابة الآخر، والذي يرفض القناص العراقي قتله بهدف جلب جنود أمريكيين آخرين لقتلهم وسحب معلومات منه.

## الميزانية والإيرادات
بلغت تكلفة إنتاج الفيلم حوالي 3 ملايين دولار بينما حقق إيرادات تقدر بـ 3.6 مليون دولار.

## وصلات خارجية
- مقالات تستعمل روابط فنية بلا صلة مع ويكي بيانات